# Rohit Sharma
Rohit Gurunath Sharma (nacido el 30 de abril de 1987) es un jugador de críquet internacional indio que actualmente juega y capitanea el equipo nacional de críquet de India en Test y One Day International (ODI). Anteriormente también capitaneó el equipo en Twenty20 International (T20I) y condujo a la victoria de India en la Copa Mundial de T20 de la ICC 2024, tras lo cual se retiró de los T20 en junio de 2024. Sharma, un bateador diestro, es conocido por su timing, elegancia, habilidades para golpear seis y habilidades de liderazgo.
Posee numerosos récords de bateo, incluidos los de más carreras en T20 Internationals, más seis en críquet internacional (612 a fecha del 29 de junio de 2024), y el mayor número de seis en T20Is (205). Sharma también ostenta los récords de más dobles siglos en ODI (3), más siglos en Copa Mundial de Críquet (7) y los más siglos en T20Is (5). Es el primer jugador en conseguir 5 siglos en T20I y tiene el récord mundial del mayor puntaje individual (264) en un partido de ODI. Además, es el único jugador en haber anotado tres dobles siglos en ODI y el máximo de siglos (cinco) en una sola Copa Mundial de críquet, por lo que recibió el premio Cricketer del Año en ODI de la ICC en 2019. Es el único jugador en ganar 50 partidos como capitán en T20Is.
Sharma juega para los Mumbai Indians en la Indian Premier League (IPL) y el equipo de críquet de Mumbai en el críquet doméstico. Anteriormente capitaneó a los Mumbai Indians, llevando al equipo a ganar 5 títulos de IPL en 2013, 2015, 2017, 2019 y 2020, lo que lo convierte en uno de los capitanes más exitosos en la historia de la IPL, compartiendo este récord con M. S. Dhoni. Con India, Sharma fue parte del equipo que ganó la Copa Mundial de T20 de 2007 y la Copa de Campeones de la ICC 2013, participando en las finales de ambos torneos. Es uno de los únicos dos jugadores que han participado en todas las ediciones de la Copa Mundial de T20, desde la edición inaugural en 2007 hasta la más reciente en 2024. También es el único jugador indio en ganar dos Copas Mundiales de T20 y se convirtió en el segundo capitán indio en ganar una Copa Mundial de T20, al liderar a India a la victoria en la Copa Mundial de T20 de 2024.
Sharma ha recibido dos honores nacionales: el Premio Arjuna en 2015 y el prestigioso Premio Major Dhyan Chand Khel Ratna en 2020 por el Gobierno de India. Bajo su capitanía, India ganó la Copa Asia 2018 y la Copa Asia 2023 en el formato ODI, así como la Troféu Nidahas 2018, la segunda en general y la primera en el formato T20I.
Fuera del críquet, Sharma es un activo apoyo de las campañas de bienestar y derechos de los animales en India. Es el embajador oficial del Rinoceronte para WWF-India y es miembro de People for the Ethical Treatment of Animals (PETA). Ha trabajado con PETA en su campaña para aumentar la conciencia sobre la situación de los gatos y perros sin hogar en India.

## Primeros años
Sharma nació el 30 de abril de 1987 en una familia de habla Telugu-Marathi en Bansod, Nagpur, Maharashtra, India. Su madre, Purnima Sharma, es de Visakhapatnam, Andhra Pradesh. Su padre, Gurunath Sharma, trabajaba como encargado de un almacén de transporte. Sharma fue criado por sus abuelos y tíos en Borivali debido a los bajos ingresos de su padre. Solo visitaba a sus padres, que vivían en una casa de una sola habitación en Dombivli, los fines de semana. Tiene un hermano menor, Vishal Sharma.
Sharma se unió a un campamento de críquet en 1999 con el dinero de su tío. Dinesh Lad, su entrenador en el campamento, le pidió que cambiara de escuela a Swami Vivekanand International School, donde Lad era el entrenador y las instalaciones de críquet eran mejores que las de su antigua escuela. Sharma recuerda: "Le dije que no podía pagar, pero él me consiguió una beca. Así que durante cuatro años no pagué ni un céntimo, y me fue bien en el críquet". Sharma empezó como off-spinner que podía batear un poco antes de que Lad notara su habilidad para batear y lo promoviera de número ocho a abrir la entrada. Destacó en los torneos escolares Harris y Giles Shield, anotando un siglo en su debut como abridor.

## Vida personal

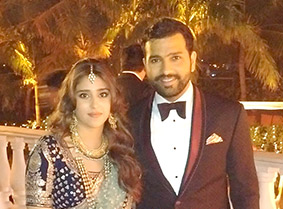
Sharma y Ritika Sajdeh durante su boda

Sharma se casó con su novia de mucho tiempo, Ritika Sajdeh, el 13 de diciembre de 2015, a quien conoció por primera vez en 2008. Tienen una hija, nacida el 30 de diciembre de 2018, llamada Samaira. Sharma practica la técnica de meditación Sahaj Marg.

### Patrocinios comerciales
Sharma ha sido patrocinado por varias marcas, incluyendo CEAT y el relojero suizo Hublot. A lo largo de su carrera, Sharma ha respaldado muchas otras marcas, incluyendo Maggi, Fair and Lovely, Lay's, Nissan, la bebida energética Relentless, el nasal spray Nasivion, Aristocrat de VIP Industries, Adidas y Oppo móviles.

## Carrera juvenil y doméstica de primera clase
Sharma hizo su debut en List A para West Zone contra Central Zone en el Deodhar Trophy en Gwalior en marzo de 2005. Bateando en el número ocho, anotó 31 not out mientras West Zone ganaba por 3 wickets con 24 pelotas restantes. Cheteshwar Pujara y Ravindra Jadeja hicieron su debut en el mismo partido. Fue la innings ininterrumpida de 142 en 123 bolas contra North Zone en el Maharanna Bhupal College Ground en Udaipur en el mismo torneo la que lo puso en el centro de atención. Visitó Abu Dhabi y Australia con el equipo India A y luego fue incluido en la lista de probables de 30 miembros de India para el próximo torneo ICC Champions Trophy, aunque no formó parte del equipo final.
Sharma hizo su debut en primera clase para India A contra New Zealand A en Darwin en julio de 2006. Anotó 57 y 22 mientras India ganaba por 3 wickets. Hizo su debut en el Ranji Trophy para Mumbai en la temporada 2006–07 y anotó 205 en 267 bolas contra Guyarat. Mumbai ganó el torneo con Sharma anotando una mitad (57) en su segunda innings en la final contra Bengal.
Sharma ha pasado toda su carrera doméstica de primera clase en Mumbai. En diciembre de 2009, hizo su mayor puntuación de carrera de 309 no out en el Ranji Trophy contra Guyarat. En octubre de 2013, tras la retirada de Ajit Agarkar, fue nombrado capitán del equipo para la temporada 2013–14.

## Carrera internacional

### Partidos Test
En noviembre de 2013, durante la serie de despedida de Sachin Tendulkar, Sharma hizo su debut en Test en Eden Gardens en Kolkata contra Indias Occidentales, y anotó 177, el segundo mayor puntaje en un debut por un indio después de Shikhar Dhawan (187). Lo siguió con 111 (no out) en el segundo Test en su terreno local, el estadio Wankhede en Mumbai.
Después de haber estado fuera del equipo de Test desde 2017–18, Sharma se unió a la gira de India en Australia 2018–19 después de haber sido convocado nuevamente. El selector jefe M. S. K. Prasad dijo que la razón de su convocatoria fue que su estilo de juego se adaptaba a los pitches rebotadores australianos. Sharma jugó en el primer Test en Adelaide, anotando 37 y 1 en una victoria india. Durante el primer Test, sufrió una lesión menor que le hizo perderse el segundo Test en Perth. Se recuperó para el tercer Test en Melbourne y anotó 63 (no out) para ayudar a India a totalizar 443/7 y ganar tanto el Test como la serie. Después del tercer Test, Sharma tuvo que regresar a India por el nacimiento de su hija.
En octubre de 2019, en el tercer Test contra Sudáfrica, Sharma anotó su 2,000º run y su primer doble siglo en Test. Hizo 212 en la primera entrada del partido. Sharma fue nombrado como vice-capitán del equipo de Test de India durante la gira de India en Australia 2020, reemplazando a Cheteshwar Pujara.
Sharma tuvo una exitosa serie en casa contra Inglaterra en 2021. Fundamental en la remontada de su equipo después de una derrota en el primer Test en Chennai, anotó un siglo, uno que The Guardian describió como "merece ser considerado como uno de los mejores de este siglo." Formó una asociación de 167 carreras con Ajinkya Rahane para el cuarto wicket mientras hacía 161 carreras en una entrada que incluyó 18 cuatros y dos seis. India ganó el Test por 317 carreras. En la Serie de Pruebas en Australia 2021–22, Sharma fue designado capitán en el segundo Test en Melbourne.

### Partidos ODI
Sharma hizo su debut en One Day International (ODI) contra Sri Lanka el 1 de junio de 2007 en Murali Stadium, Kingston, Jamaica. Sharma tuvo su primer gran éxito en los ICC Champions Trophy de 2009 en Sudáfrica, donde se convirtió en el máximo anotador del torneo con 336 carreras a un promedio de 42.00 en 8 partidos, y fue nombrado Jugador del Torneo. Durante el torneo, Sharma anotó tres siglos, el mayor número en un ICC Champions Trophy en un solo torneo, incluyendo un puntaje más alto de 101 en la final contra Kumar Sangakkara, donde India derrotó a Sri Lanka por 125 carreras.
En 2010, Sharma se convirtió en el primer bateador en la historia en anotar dos siglos en la misma entrada ODI. El 2 de noviembre de 2013, Sharma anotó su primera triple cifra ODI, 209 sin ser eliminado contra Australia en Bangalore. En noviembre de 2014, Sharma anotó 264 contra Sri Lanka en Kolkata, el puntaje más alto en la historia de ODI.
En la Copa Mundial de Críquet 2015, Sharma anotó 330 carreras en 8 partidos y fue el tercer máximo anotador del torneo detrás de David Warner y Kumar Sangakkara. Durante el torneo, Sharma anotó su primer siglo en una Copa Mundial de ODI.
En la Copa Mundial de Críquet 2019, Sharma fue el máximo anotador del torneo con 648 carreras en 9 partidos, incluyendo 5 siglos, el mayor número en un solo torneo de la Copa Mundial ODI. Anotó 122 en la primera entrada del torneo contra Sudáfrica en Southampton, 140 contra Pakistán en Mánchester, 102* contra Sri Lanka en Bristol, 57 contra Australia en London y 113 contra Inglaterra en Edgbaston. Los 648 carreras anotadas fueron el récord de la mayor cantidad de carreras en una sola Copa Mundial ODI.

### Copas del Mundo de Críquet de 2015, 2019 y 2023

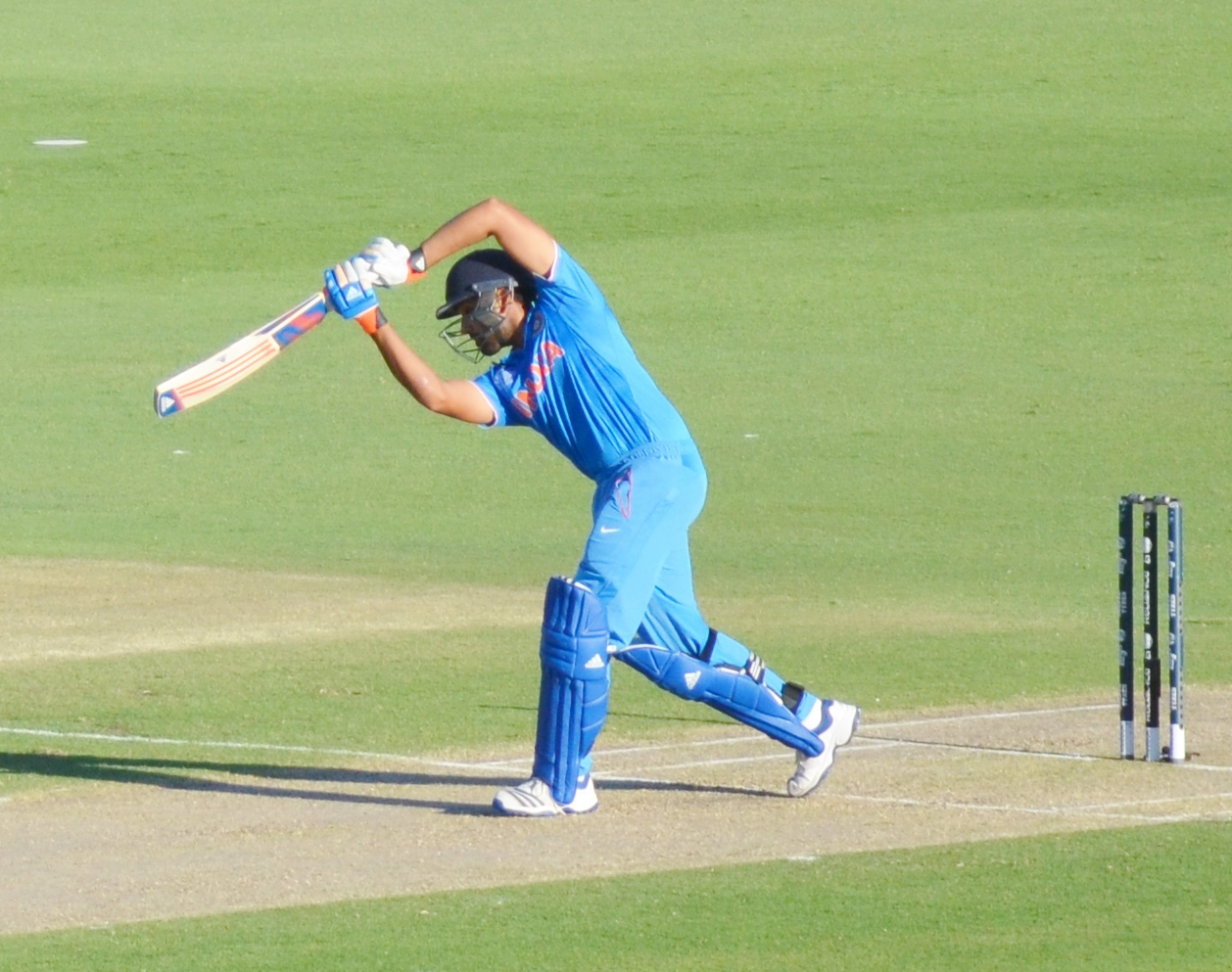
Sharma durante la Copa del Mundo de Críquet 2015 en Australia

En marzo de 2015, Sharma hizo su primera aparición en la Copa del Mundo de Críquet y jugó en ocho partidos para India en el torneo de 2015 en Australia. India llegó a las semifinales donde fue derrotada por Australia. Sharma anotó 330 carreras en el torneo con un siglo, una puntuación de 137 en el cuarto de final contra Bangladés.
El 15 de abril de 2019, Sharma fue nombrado vicecapitán del escuadrón de India para la Copa del Mundo 2019 en Inglaterra. En el partido de apertura contra Sudáfrica, anotó 122, incluyendo su carrera número 12,000 en críquet internacional. Lo siguió con siglos contra Pakistán, Inglaterra y Bangladés. En el partido contra Sri Lanka, al anotar otro siglo, se convirtió en el primer bateador en lograr cinco siglos en un solo torneo de la Copa del Mundo, e igualó el récord de Tendulkar de más siglos (6) en todos los partidos de la Copa del Mundo. Sharma totalizó 648 carreras en el torneo para terminar como el máximo anotador y ganar el premio Golden Bat del ICC, el tercer jugador indio en hacerlo.
El 8 de octubre de 2023, durante la Copa del Mundo de Críquet, Sharma fue encargado de las responsabilidades de capitán del equipo indio en un partido contra Australia. Este momento significativo marcó la primera vez que capitaneó al equipo indio en la Copa del Mundo de Críquet. Lo que distinguió a este evento en particular fue que en ese momento, se había convertido en el jugador más viejo en liderar al equipo indio en el torneo, demostrando su madurez y experiencia como jugador de críquet.
El 11 de octubre de 2023, durante un partido contra Afganistán en la Copa del Mundo 2023, Sharma alcanzó un hito al superar el récord de Sachin Tendulkar de más siglos en la historia de la Copa del Mundo. Con una demostración de destreza en el bateo, Sharma anotó su séptimo siglo, rompiendo el récord en este encuentro de la Copa del Mundo.

### Otros partidos internacionales de un día
Sharma hizo su debut internacional completo en un partido de un día contra Irlanda en Belfast el 23 de junio de 2007. Este partido fue parte de la competencia 2007 Future Cup, que también involucró a Sudáfrica. Ocupó el número siete en el orden de bateo pero no bateó ya que India ganó el partido por 9 wickets.
Anotó su primera mitad de siglo en ODIs (52) contra Pakistán en Jaipur el 18 de noviembre de 2007 y fue seleccionado para el equipo indio que participaría en la 2007–08 Commonwealth Bank Series en Australia. En esa serie, anotó 235 carreras a un promedio de 33.57 con 2 medios siglos, incluyendo 66 en la primera final en Sídney, cuando se asoció con Sachin Tendulkar para la mayor parte de la exitosa persecución de India. Sin embargo, después de eso, sus actuaciones en ODIs sufrieron una caída y perdió su posición en el orden medio a Suresh Raina. Más tarde, Virat Kohli ocupó su lugar como bateador de reserva. En diciembre de 2009, después de su triple siglo en el Ranji Trophy, fue llamado nuevamente al equipo de ODI para el torneo triangular en Bangladés, ya que Tendulkar optó por descansar en la serie.
Anotó su primer siglo en ODIs (114) contra Zimbabue el 28 de mayo de 2010 y lo siguió con otro siglo en el siguiente partido de la serie triangular contra Sri Lanka el 30 de mayo de 2010, anotando 101 no out. Tuvo una racha de mala forma en Sudáfrica justo antes de la Copa Mundial 2011 y, como consecuencia, fue excluido del equipo de India para el torneo.
Sharma fue convocado de nuevo al equipo de formato limitado para la gira por las Indias Occidentales en junio y julio de 2011. En el primer partido en Queen's Park Oval, anotó 68 (no out) de 75 bolas con tres fours y un six. En el tercer partido en Sir Vivian Richards Stadium en Antigua, anotó 86 de 91 bolas, siendo el héroe del partido después de que India se redujera a 92 por 6.
Tuvo una pérdida de forma desastrosa en 2012 y anotó solo 168 carreras en todo el año calendario con un promedio muy bajo de 12.92 y solo medio siglo. Aun así, su capitán Mahendra Singh Dhoni mostró fe en él, y su carrera se recuperó en 2013. Dhoni decidió subirlo en el orden de bateo para abrir las entradas con Shikhar Dhawan en la 2013 ICC Champions Trophy. La pareja tuvo éxito y India ganó la competición, derrotando a los anfitriones Inglaterra en la final.
Su buena forma continuó y, más tarde en el año contra Australia, anotó 141 (no out) en Jaipur. Luego siguió con 209 de 158 bolas en Bangalore y estableció un récord mundial en ese momento por la mayor cantidad de sixes (16) en una entrada de un día internacional (posteriormente superado por Eoin Morgan de Inglaterra con 17). El 13 de noviembre de 2014, jugando contra Sri Lanka en Eden Gardens en Kolkata, Sharma rompió el récord mundial de la puntuación más alta en una entrada de un día internacional con 264 de 173 entregas.
En diciembre de 2017, el capitán de India, Virat Kohli, fue descansado para la serie contra Sri Lanka, en preparación para la gira de India a Sudáfrica, que comenzó en la primera semana de enero de 2018. En su lugar, Sharma fue nombrado capitán del equipo y India, bajo su liderazgo, ganó la serie 2–1, su octava serie consecutiva desde derrotar a Zimbabue en junio de 2016. Sharma también anotó su tercer doble siglo en ODIs en esta serie, anotando 208 (no out) para extender su récord de más dobles siglos en ODIs por un jugador.
En septiembre de 2018, en ausencia de muchos jugadores destacados, incluido el capitán habitual Virat Kohli, Sharma llevó a India a ganar la 2018 Asia Cup, donde derrotaron a Bangladés en la final.
El 12 de enero de 2019, en el partido inaugural contra Australia en el Sydney Cricket Ground, Sharma anotó 133, pero fue en vano ya que India perdió por 34 carreras. Fue su 22.º siglo en un día internacional. En Delhi, el 13 de marzo de 2019, en el quinto y último partido de una serie en casa contra Australia, Sharma anotó 56 incluyendo su 8,000ª carrera en un día internacional. Fue su 200ª entrada. En 2019, anotó la mayor cantidad de carreras en ODIs por cualquier bateador, con 1,490 carreras en el año calendario, incluyendo 7 siglos.
En noviembre de 2020, Sharma fue nominado para el premio ICC Men's ODI Cricketer of the Decade.
En julio de 2022, Sharma se convirtió en el primer capitán indio en llevar a su equipo a victorias en series T20I y ODI en Inglaterra. Se convirtió en el 3er capitán indio en ganar una serie ODI en Inglaterra, y el primero desde 2014.

### Partidos internacionales de Twenty20

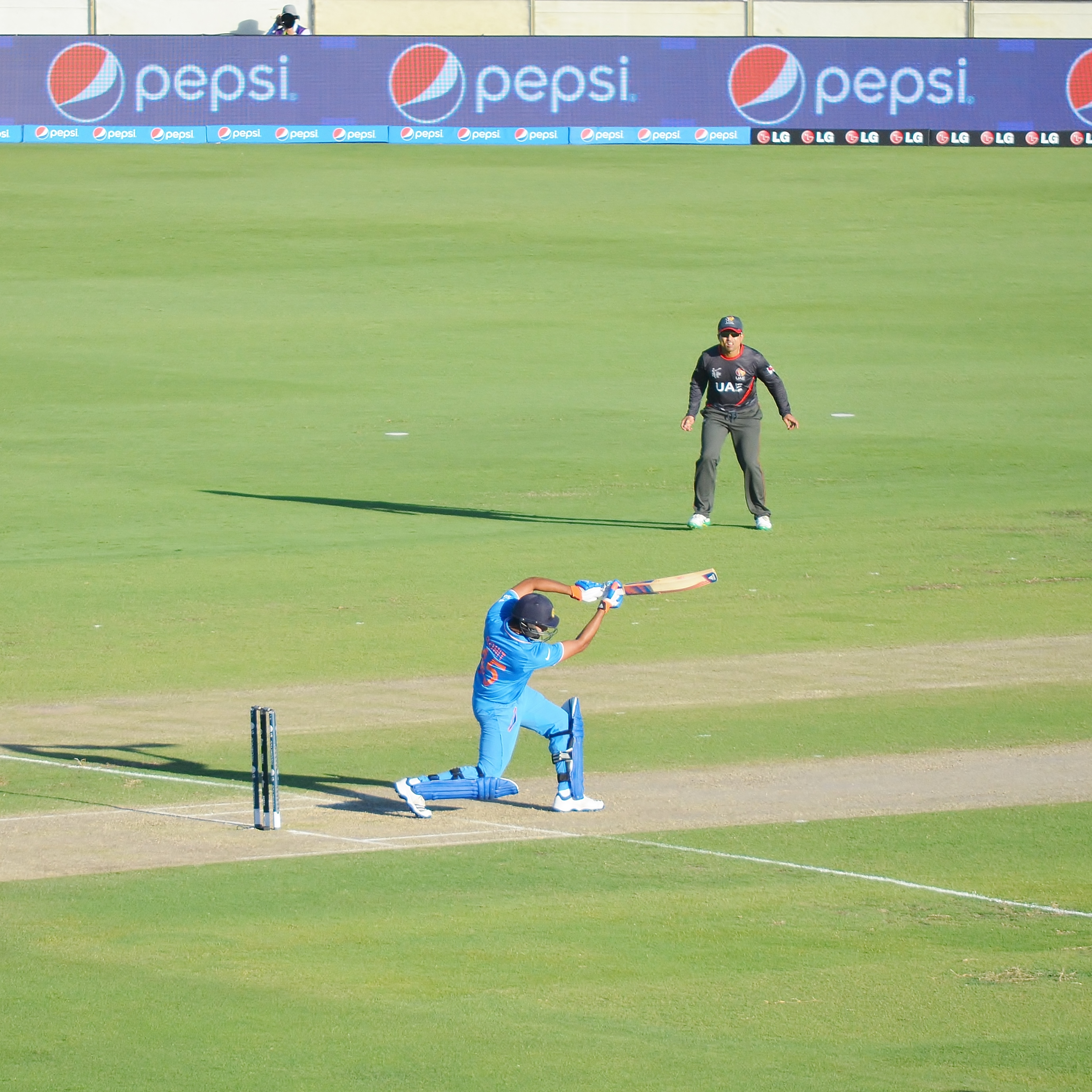
Sharma golpeando un seis

Sharma fue incluido en el equipo indio para el 2007 ICC World Twenty20 y dejó su huella al anotar 50 no fuera de 40 entregas contra los anfitriones Sudáfrica en los cuartos de final. Esto permitió a India ganar el partido por 37 carreras y luego derrotaron a Pakistán en la final, cuando Sharma anotó 30 no fuera de 16 entregas.
El 2 de octubre de 2015, durante la gira de Sudáfrica en India, Sharma anotó 106 en el primer Twenty20 internacional en el HPCA Stadium en Dharamshala. Con ello, se convirtió en el segundo jugador indio en haber anotado siglos en los tres formatos del críquet internacional.
En diciembre de 2017, en una serie contra Sri Lanka, Sharma anotó el siglo más rápido en T20I en 35 bolas, finalizando con 118 de 43 entregas, igualando el récord de David Miller. Este también fue su segundo siglo en Twenty20 internacionales.
El 8 de julio de 2018, durante una serie en Inglaterra, Sharma se convirtió en el segundo bateador indio, después de Virat Kohli, en anotar 2,000 carreras en una carrera de Twenty20 internacional. Fue el quinto bateador a nivel mundial en lograr esta hazaña; los otros, además de Kohli, fueron Brendon McCullum, Martin Guptill y Shoaib Malik. También anotó su tercer siglo en T20I durante esta serie, igualando el entonces récord de más siglos en T20I, que estaba en manos de Colin Munro.
En marzo de 2018, Sharma lideró al equipo de India para ganar el Nidahas Trophy bajo su capitanía. En noviembre de 2018, en una serie contra Indias Occidentales, anotó su cuarto siglo en T20I, estableciendo un nuevo récord de más siglos por un jugador en el críquet T20I.
En noviembre de 2019, en el partido inaugural de la serie contra Bangladés, Sharma se convirtió en el jugador con más partidos jugados para India en T20Is, jugando su partido número 99. En el siguiente partido de la serie, se convirtió en el primer cricketer masculino de India en jugar 100 T20Is.
En noviembre de 2020, Sharma fue nominado para el premio ICC Men's T20I Cricketer of the Decade.
En julio de 2022, Sharma se convirtió en el primer capitán en la historia del T20I en liderar a su equipo hacia 14 victorias consecutivas.
Con su participación en el T20 World Cup 2022 en Australia, Sharma se convirtió en el único cricketer indio en haber jugado en todas las ediciones del torneo desde su inicio en 2007.
El 27 de octubre de 2022, Sharma rompió el récord de más seis en T20 World Cups por un bateador indio, previamente en manos de Yuvraj Singh, al golpear su 34º seis contra Países Bajos en el Sydney Cricket Ground.
En mayo de 2024, Sharma fue designado como capitán en la selección de India para el 2024 ICC Men's T20 World Cup. En junio de 2024, durante un partido contra Irlanda, Rohit Sharma alcanzó el hito de los 600 seis en críquet internacional en todos los formatos. El 29 de junio de 2024, Sharma lideró a India a ganar el T20 World Cup 2024 tras vencer a Sudáfrica en la final. En la conferencia de prensa posterior a la victoria en el T20 World Cup, Sharma anunció su retiro del T20, mientras confirmaba que continuaría representando a India en los formatos ODI y Test.

## Indian Premier League
Sharma se unió a la Indian Premier League (IPL) en 2008 cuando fue fichado por la franquicia Deccan Chargers, con sede en Hyderabad, por la suma de 750,000 dólares estadounidenses al año. En la subasta de 2011, fue vendido por 2 millones de dólares estadounidenses a los Mumbai Indians. Marcó su primer siglo en la IPL en el torneo de 2012 con 109 (sin out) contra los Kolkata Knight Riders. Su segundo siglo en la IPL fue en el torneo de 2024 con 105 (sin out) en 63 bolas contra los archirrivales Chennai Super Kings, aunque en esta ocasión su equipo perdió; este fue su primer siglo después de 12 largos años.
Bajo su liderazgo, Mumbai ha ganado la IPL en 2013, 2015, 2017, 2019 y 2020; también ganaron la antigua Champions League Twenty20 en 2013.
Sharma ha sido uno de los jugadores más exitosos en la IPL como capitán desde 2013 de los Mumbai Indians, quienes han ganado el torneo cinco veces bajo su liderazgo. Es uno de los siete jugadores que han anotado 5,000 carreras en la competición. Sharma tiene 6,472 carreras con dos siglos y 42 medio siglos y es el cuarto máximo anotador después de Virat Kohli (7,582), Shikhar Dhawan (6,769) y David Warner (6,563). En 2024, fue destituido como capitán en favor de Hardik Pandya, su nuevo fichaje. Esto desató una gran controversia entre los aficionados, y muchos quedaron decepcionados porque Sharma no fue restituido como capitán.

## Estilo de juego

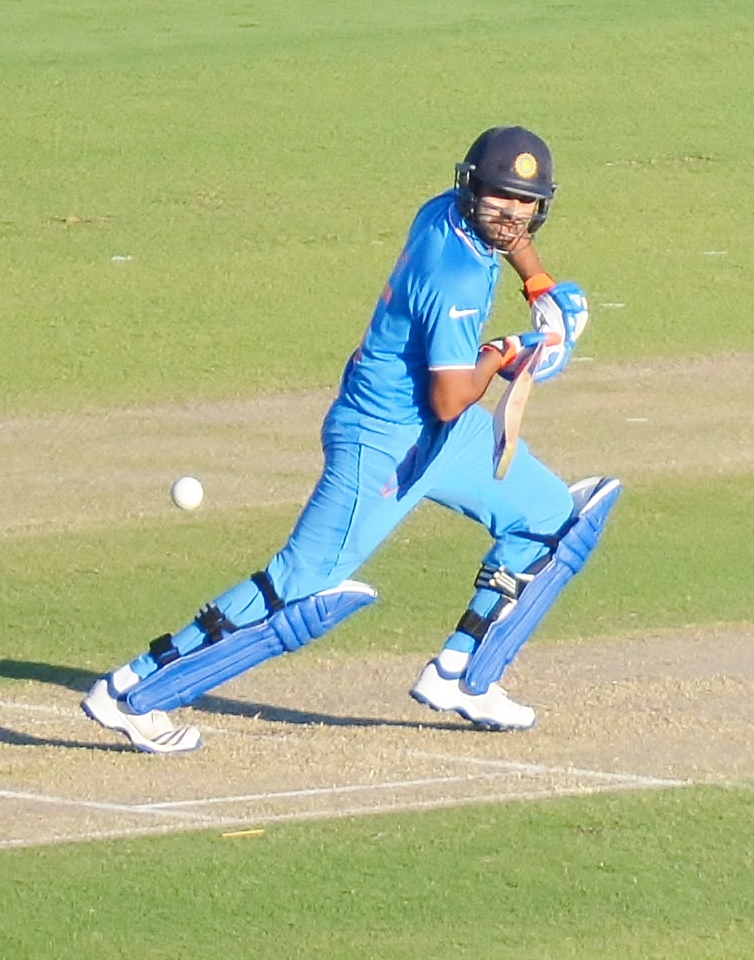
Sharma jugando un tiro de late cut durante la Copa Mundial de 2015

Sharma es un bateador agresivo, pero juega con estilo y elegancia. Generalmente es un bateador de apertura en cricket de formatos cortos, pero ha jugado la mayor parte de su cricket Test como bateador de mitad de orden. En cricket de formatos cortos, Sharma es ampliamente reconocido como uno de los bateadores más destacados del formato. Y por su agresivo bateo y habilidades para golpear seis, a menudo se le conoce como Hitman.Sunil Gavaskar considera que Sharma tiene un estilo de bateo similar al de Virender Sehwag y Viv Richards. En su columna para The Times of India en noviembre de 2018, Gavaskar dijo:

El destacado en ambas series de formatos cortos y la serie de T20 ha sido Rohit Sharma. Al igual que Virender Sehwag antes que él, es imparable una vez que comienza y, al igual que Viru, tiene un apetito por grandes centenas. Cuando Viru solía salir buscando golpear otro lanzamiento fuera del parque, solía haber consternación en el campo, al igual que sucede cuando Rohit se va con un tiro aparentemente casual. Si Rohit puede convertir sus hazañas con la pelota blanca en cricket con la pelota roja, será el bateador más destructivo del mundo después de Viv Richards y Virender Sehwag.

Aunque Sharma no es un bolador regular, puede lanzar off-spin con la mano derecha. Usualmente juega en los slips y ha dicho que esta es una parte de su juego en la que trabaja muy duro para mejorar.

## Logros
Sharma logró el récord mundial de la puntuación individual más alta en un partido de un día internacional, con un notable 264 contra Sri Lanka en Eden Gardens, Kolkata, el 13 de noviembre de 2014. Es el único jugador que ha anotado tres dobles centenares en esta forma de críquet internacional. En enero de 2020, Sharma fue nombrado Jugador del Año en ODI por el International Cricket Council (ICC). Durante la Copa Mundial de 2019, Sharma se convirtió en el único bateador en anotar cinco siglos en una sola edición de la Copa Mundial de Críquet.
El 5 de octubre de 2019, durante un partido de Test contra Sudáfrica, Sharma se convirtió en el primer bateador en anotar dos siglos en un partido en su primera aparición como bateador abridor. En la misma serie, rompió el récord de Shimron Hetmyer por el mayor número de seis en una serie de Test.
El 11 de octubre de 2023, Sharma logró una hazaña histórica durante el partido de la Copa Mundial de Críquet 2023 contra el equipo de Afganistán, cuando superó el récord previamente en poder de Chris Gayle por el mayor número de seis internacionales (553). Su estilo de bateo potente y elegante, junto con su consistencia, le permitió alcanzar este hito con 556 seis, superando el récord de Gayle.
El 14 de octubre de 2023, Sharma alcanzó un hito en el mundo del críquet al convertirse en el primer indio en completar 300 seis en el formato de 50 overs. Este logro ocurrió durante un esperado partido India-Pakistán en el Estadio Narendra Modi, frente a más de 100,000 entusiastas aficionados. La capacidad del capitán indio para superar consistentemente las cuerdas de la frontera con su potente y elegante juego de golpes lo ha convertido en una fuerza dinámica en el críquet de formatos cortos. Este logro solidifica aún más su estatus como uno de los principales bateadores de India y una leyenda del críquet.
El 22 de octubre de 2023, durante un emocionante enfrentamiento contra Nueva Zelanda, Rohit Sharma, conocido cariñosamente como el 'Hitman', grabó su nombre en los anales de la historia del críquet. En una hazaña notable, se convirtió en el primer bateador indio en alcanzar 50 One Day International (ODI) seis en un solo año calendario. Esta increíble exhibición de poder de golpeo es un testimonio de la destreza de bateo de Rohit y su capacidad para dominar el formato de formatos cortos. Con cada poderoso swing de su bate, Rohit Sharma continúa redefiniendo los límites del logro y cautivando a los entusiastas del críquet de todo el mundo, consolidando su estatus como uno de los bateadores más prolíficos y electrizantes del juego.
Rohit Sharma tiene el récord de la mayor cantidad de premios Jugador del Partido (PoTM) en la historia de la IPL. Tiene 19 premios PoTM entre todos los demás jugadores indios como Virat Kohli y M. S. Dhoni.

### Honores nacionales
- 2015 – Premio Arjuna[131]

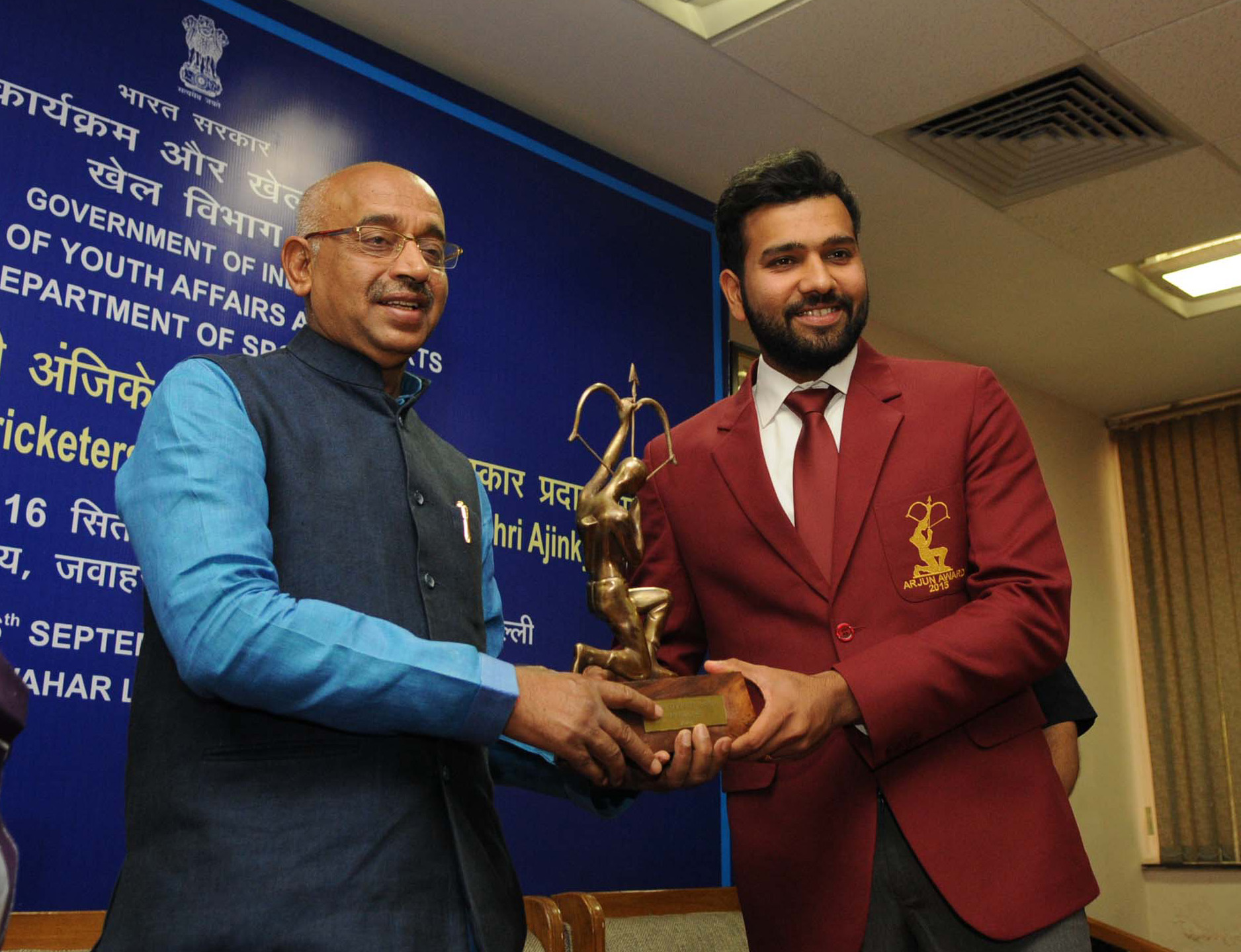
Sharma recibiendo el Premio Arjuna

- 2020 – Premio Major Dhyan Chand Khel Ratna[132]

### Honores deportivos
- Jugador de críquet ODI masculino del año de la ICC: 2019[133]
- Equipo ODI masculino del año ICC: 2014 (12º hombre),[134] 2016,[135] 2017,[136] 2018,[137] 2019,[138] 2023 (capitán)
- Equipo ODI masculino de la década de ICC: 2011–2020[139]
- Equipo de la década ICC T20I masculino: 2011–2020[139]
- Equipo de pruebas masculino del año de la ICC: 2021[140]

Por sus logros en el tour de India por Inglaterra en 2021, Sharma fue seleccionado por Wisden Cricketers' Almanack como uno de los cinco jugadores de críquet del año en la edición de 2022.

## Apariciones en televisión
| Año  | Título                      | Rol               | Notas                              | Ref.            |
| ---- | --------------------------- | ----------------- | ---------------------------------- | --------------- |
| 2024 | The Great Indian Kapil Show | Invitado/Él mismo | Programa de entrevistas en Netflix | [ 142 ] [ 143 ] |

## Filantropía
Sharma participa en numerosas actividades filantrópicas, promoviendo diversas causas como bienestar animal, salud y niños. Es especialmente vocal sobre la protección de los animales y ha apoyado varias iniciativas y organizaciones para promover esta causa.
En febrero de 2015, Sharma se unió a People for the Ethical Treatment of Animals (PETA) para apoyar la esterilización de gatos y perros sin hogar. Al apoyar la causa, Sharma dijo: "La esterilización es importante porque siento que si podemos detener (la crisis de animales sin hogar), habrá control de población entre los perros callejeros".
En septiembre de 2015, junto con los actores de Hollywood Matt LeBlanc y Salma Hayek, Sharma se unió a una campaña contra la caza furtiva en Kenia para salvar a los animales salvajes de África, incluido el último rinoceronte blanco del norte sobreviviente. Al unirse a la campaña, Sharma dijo: "He sido miembro de PETA y cuando me informaron sobre la causa, pensé que era mi deber unirme a la campaña contra la caza furtiva. Eso fue lo que me llevó a Nairobi. Me fascinó ver a Sudan (el último rinoceronte blanco del norte) y a los perros rastreadores que atrapan a los cazadores furtivos".
En noviembre de 2017, Sharma en un video en las redes sociales dijo que había acordado con una tienda en línea la venta de fundas para teléfonos móviles y otros artículos que llevarían su nombre y número de camiseta ODI 45. Sharma también dijo a sus seguidores en Twitter: "Todos los ingresos de sus compras irán a una organización benéfica para animales de mi elección".
En 2018, en el "Día Mundial del Rinoceronte", Sharma fue anunciado como el WWF-India Embajador del Rinoceronte. Ravi Singh, el CEO y Secretario General de WWF-India, dijo: "Damos la bienvenida a Rohit a la familia WWF". Después de hacer un juramento por la causa de la conservación del rinoceronte, Sharma dijo: "Mi amor por los rinocerontes surgió cuando escuché por primera vez sobre Sudan, el último rinoceronte blanco del norte masculino que murió este año, lo que llevó a la inevitable extinción de toda la especie y eso me rompió el corazón. Mientras el mundo y yo llorábamos por mi amigo caído Sudan, investigué la mejor manera de ayudar a prevenir algo así y la mejor manera que conozco es crear conciencia. Después de contactar a WWF, aprendí que el 82% de los rinocerontes del mundo residen en India y me siento honrado de ser el embajador del rinoceronte de WWF-India para difundir conciencia y hacer mi parte para contribuir a la protección y supervivencia del rinoceronte y ayudar a hacer de este mundo un lugar mejor para ellos."